# Бородай, Алексей Викторович
Алексей Викторович Бородай (укр. Олексій Вікторович Бородай; род. 28 января 1982, Армянск, Крымская область) — украинский футболист, полузащитник. Выступал за ряд украинских команд, таких как: армянский «Титан», симферопольская «Таврия», а также за донецкие «Шахтёр-2» и «Шахтёр-3». За всю профессиональную карьеру провёл 6 игр.

## Биография
В августе 1998 года провёл 1 игру за армянский «Титан» во Второй лиге Украины. С 1998 года по 1999 год играл в детско-юношеской футбольной лиге Украины за симферопольское Училище олимпийского резерва, где провёл 14 матчей и забил 1 гол. 29 мая 1999 года провёл свой единственный матч в чемпионате Украины, играя за симферопольскую «Таврию» в выездном матче против кировоградской «Звезды» (3:1). Бородай начал встречу в основном составе, однако на 57 минуте был заменён на Антона Романенко.
Летом 1999 года перешёл в донецкий «Шахтёр-2», выступавший в Первой лиге Украины. В составе команды провёл 2 игры. Осенью 2000 года провёл 2 матча за «Шахтёр-3» во Второй лиге.

## Статистика
| Сезон            | Клуб             | Лига                | Чемпионат | Чемпионат |
| Сезон            | Клуб             | Лига                | Игры      | Голы      |
| ---------------- | ---------------- | ------------------- | --------- | --------- |
| 1998/99          | Титан (Армянск)  | Вторая лига Украины | 1         | 0         |
| 1998/99          | Таврия           | Высшая лига Украины | 1         | 0         |
| 1999/00          | Шахтёр-2         | Первая лига Украины | 2         | 0         |
| 2000/01          | Шахтёр-3         | Вторая лига Украины | 2         | 0         |
| Всего за карьеру | Всего за карьеру | Всего за карьеру    | 6         | 0         |